# Kjell Kumlien
Kjell Ludvik Kumlien (* 30. Juli 1903 in Stockholm; † 24. Dezember 1995) war ein schwedischer Historiker, Hanseforscher und Hochschullehrer.

## Leben und Wirken
Kjell Kumlien studierte Geschichte an der Universität Stockholm und promovierte dort 1933. Von 1935 bis 1950 arbeitete er zunächst im Schuldienst. Sein akademisches Wirken begann dann 1950 als Dozent an der Universität Stockholm, wo er 1963 zum Professor ernannt wurde. Seine wissenschaftliche Tätigkeit hatte ihren Schwerpunkt vor allem in der mittelalterlichen Geschichte Schwedens, vor allem untersuchte er die Beziehungen Schwedens zur Hanse und publizierte hierüber. 1952 wurde er Mitglied der Sancte Örjens Gille, einer historischen Verbindung, die sich mit dem Leben Schwedens im 16. Jahrhundert beschäftigt; er arbeitete dort u. a. als Redakteur der historischen Zeitschrift dieser Vereinigung, die vor allem in der Region Dalarna tätig ist.

## Veröffentlichungen (Auswahl)
- Karl Knutsson politiska verksamhet 1434–1458. Norstedt & Söner, Stockholm 1933 (= Dissertation Universität Stockholm).
- Karl Knutsson i Preussen 1457–1464. Wahlström & Widstrand, Stockholm 1940.
- Stockholm, Lübeck und Westeuropa zur Hansezeit. In: Hansische Geschichtsblätter, Bd. 71 (1952), S. 9–29.
- Königtum, Städte und die Hanse in Schweden um die Mitte des 14. Jahrhunderts. In: Olof Ahlers (Hrsg.): Städtewesen und Bürgertum als geschichtliche Kräfte. Gedächtnisschrift für Fritz Rörig. Schmidt-Römhild, Lübeck 1953, S. 149–158.
- Sverige och Hanseaterna studier i Svensk politik och utrikeshandel. Wahlström & Widstrand, Stockholm 1953.
- Schweden und Lübeck zu Beginn der Hansezeit. In: Hansische Geschichtsblätter, Bd. 78 (1960), S. 37–66 (Digitalisat).
- Hansischer Handel und Hansekaufleute in Skandinavien. Einige Probleme. In: Ahasver von Brandt (Hrsg.): Die Deutsche Hanse als Mittler zwischen Ost und West. Westdeutscher Verlag, Köln 1963, S. 79–101.
- Bergbau, Bürger und Bauer im mittelalterlichen Schweden. Einige Umrisse. In: Vierteljahrschrift für Sozial- und Wirtschaftsgeschichte, Bd. 52 (1965), S. 330–346.
- Clios vaeg. Historisk forskning och historieskrivning genom tiderna. Bonniers, Stockholm 1966.
- Mission und Kirchenorganisation zur Zeit der Christianisierung Schwedens. In: Theodor Mayer (Hrsg.): Probleme des 12. Jahrhunderts. Thorbecke, Konstanz/Tübingen 1968, S. 291–307.
- Der Historiker und das Birka-Problem. In: Early medieval studies, Bd. 1 (1970), H. 2, S. 10–22.
- Västerås, ein Vorgänger Stockholms. In: Klaus Friedland (Hrsg.): Stadt und Land in der Geschichte des Ostseeraums. Wilhelm Koppe zum 65. Geburtstag. Schmidt-Römhild, Lübeck 1973, S. 23–32, ISBN 3-7950-0033-5.
- Historieskrivning och kungadoeme i svensk medeltid. Almqvist & Wiksell, Stockholm 1979, ISBN 91-7402-094-3.